# Nerubaika, Novoarhanhelsk
Nerubaika (în ucraineană Нерубайка) este localitatea de reședință a comunei Nerubaika din raionul Novoarhanhelsk, regiunea Kirovohrad, Ucraina.

## Demografie
Componența lingvistică a localității Nerubaika
     Ucraineană (97,28%)
     Rusă (2,4%)
     Alte limbi (0,08%)
Conform recensământului din 2001, majoritatea populației localității Nerubaika era vorbitoare de ucraineană (97,28%), existând în minoritate și vorbitori de rusă (2,4%).